# Rovenki
Rovenki (en ucraniano: Ровеньки, romanizado: Rovenky; en ruso: Ровеньки) es una ciudad ucraniana perteneciente al óblast de Lugansk. Situada en el este del país, hasta 2020 era el centro de su área municipal, pero hoy es centro del raión de Rovenki y del municipio (hromada) homónimo.
La ciudad se encuentra ocupada por Rusia desde la guerra del Dombás, siendo administrada como parte de la de facto República Popular de Lugansk y luego ilegalmente integrada en Rusia como parte de la República Popular de Lugansk rusa.

## Toponimia
El nombre ucraniano oficial en la primera mitad del siglo XX era Rivenki.

## Geografía
Rovenki se encuentra a 60 kilómetros de Lugansk. 

## Historia
Rovenki se fundó en 1705 pero, por orden de Pedro I, 49 pueblos cosacos fueron quemados y destruidos en septiembre de 1708, incluido Rovenki, tras la rebelión de Bulavin. Los cosacos liberados huyeron un área que ahora se conoce como Campos salvajes. Algunos se establecieron en un lugar cerca de un río y recibió su nombre del pueblo nativo abandonado: Rovenek. En 1793, el conde Vasily Orlor se convirtió en el propietario del asentamiento y más tarde se convirtió en el jefe cosaco. 
En 1829, se abrió la primera escuela de alfabetización y la primera escuela primaria se abrió en 1852. En este punto, los residentes de Rovenki en su mayoría trabajaban la tierra, criaban ganado y criaban ovejas. La apertura de las minas en el asentamiento estuvo relacionada con la construcción del ferrocarril de Donetsk, y Rivneki fue una de sus estaciones. La primera mina de carbón se abrió aquí en 1877.
En los años soviéticos, se creó infraestructura en la ciudad: calles bien mantenidas, aceras, iluminación eléctrica y tuberías de agua. Un periódico local se publica en la ciudad desde octubre de 1930. Rovenki obtuvo su estatus de ciudad en 1934.
Durante la Segunda Guerra Mundial, Rovenki fue ocupada por la Alemania nazi desde el 18 de julio de 1942 hasta el 17 de marzo de 1943. Allí trabajaba un grupo de la organización clandestina antifascista de las Komsomol (Juventud Comunista), la Joven Guardia.
En las décadas de 1960 y 1970, hubo mucho desarrollo en Rovenki. 
En la década de 1990, comenzaron a aparecer empresas privadas: comercio, transporte y servicios al cliente.
Desde principios de 2014, Rovenki está controlada por la autoproclamada República Popular de Lugansk y no por las autoridades ucranianas. El 11 de julio de 2014, presuntas fuerzas prorrusas atacaron una concentración de tropas ucranianas con lanzacohetes Grad, infligieron graves daños y bajas a dos brigadas del ejército motorizado en Zelenopilia, al sur de este lugar. Se informó que al menos 19 soldados ucranianos murieron y alrededor de otros 100 resultaron heridos. La lucha seguía en curso por la noche. Más tarde se afirmó que el sistema de cohetes utilizado en el ataque fue el nuevo 9A52-4 "Tornado". El 17 de febrero de 2015, el equipo de investigación de Bellingcat llevó a cabo una investigación independiente y declaró que se había disparado contra Zelenopilia desde el territorio de la Federación Rusa.

## Demografía
La evolución de la población de Rovenki entre 1923 y 2022 fue la siguiente:
| 7188                                                          | 9688 | 20 944 | 32 037 | 61 145 | 61 499 | 67 989 | 53 725 | 51 893 | 48 694 | 48 373 | 46 734 | 45 898 | 45 514 |
| (Fuente: Cities & Towns of Ukraine y UKRAINE: Größere Städte) |      |        |        |        |        |        |        |        |        |        |        |        |        |

Según el censo de 2001, el 63,6% de la población son ucranianos, el 33,7% son rusos y el resto de minorías son principalmente bielorrusos (1%). En cuanto al idioma, la lengua materna de la mayoría de los habitantes, el 79,8%, es el ruso; del 19,7% es el ucraniano.

## Economía
La industria del carbón constituye la base de la economía. La empresa más grande es "DTEK Rovenky Antratsit", que incluye siete minas locales. Las minas más famosas son "Frunze", "Dzerzhinkskaya" y "Vakhruseva". Hay tres fábricas que se enfocan en procesar el carbón. 
En la estructura de la producción bruta, el 95 % corresponde con la industria del carbón y el 5 %, la industria manufacturera. Rovenki también tiene industrias ligeras y alimentarias. También hay una fábrica de zapatos y una cervecería en la ciudad. La producción de joyas de la firma "Agat" es ampliamente conocida en muchos países.

## Infraestructura

### Arquitectura, monumentos y lugares de interés
Hay un museo que es una rama del complejo conmemorativo de la Joven Guardia con sede en Sorókine, ubicado en el sótano del hospital central donde los cinco miembros de la organización pasaron sus últimos días antes de ser asesinados. También está la tumba común de estos cinco miembros de la Joven Guardia y un monumento, erigido en 1965 en el lugar donde fueron fusilados por los nazis en 1943. En honor a la liberación de Rovenki, se estableció otro monumento en el bosque en el lugar donde hubo ejecuciones masivas.

### Educación
Hay 27 escuelas secundarias generales y gimnasios en Rovenky y los pueblos de los alrededores. También hay tres colegios diferentes y dos sucursales de universidades locales ubicadas en Rovenki, una de Lugansk y otra de Donetsk. 
Rovenky también tiene dos bibliotecas municipales y cada escuela tiene su propia biblioteca. Además, hay dos escuelas musicales, dos escuelas de arte y una escuela deportiva.

## Cultura

### Deporte
Rovenki también tiene el estadio Avantgarde donde se llevan a cabo los partidos de fútbol. 

### Medios de comunicación
Hay dos compañías de televisión, "Nika-TV" y "RTV" y hay tres periódicos, "Rovenkovsky Vesty", "Forward Rovenky" y "The Dialogue".

## Personas ilustres
- Gueorgui Shonin (1935-1997): cosmonauta soviético que viajó al espacio en 1969 como miembro de la tripulación de la misión Soyuz 6.
- Andri Sidélnikov (1967): futbolista retirado soviético ucraniano.

## Galería

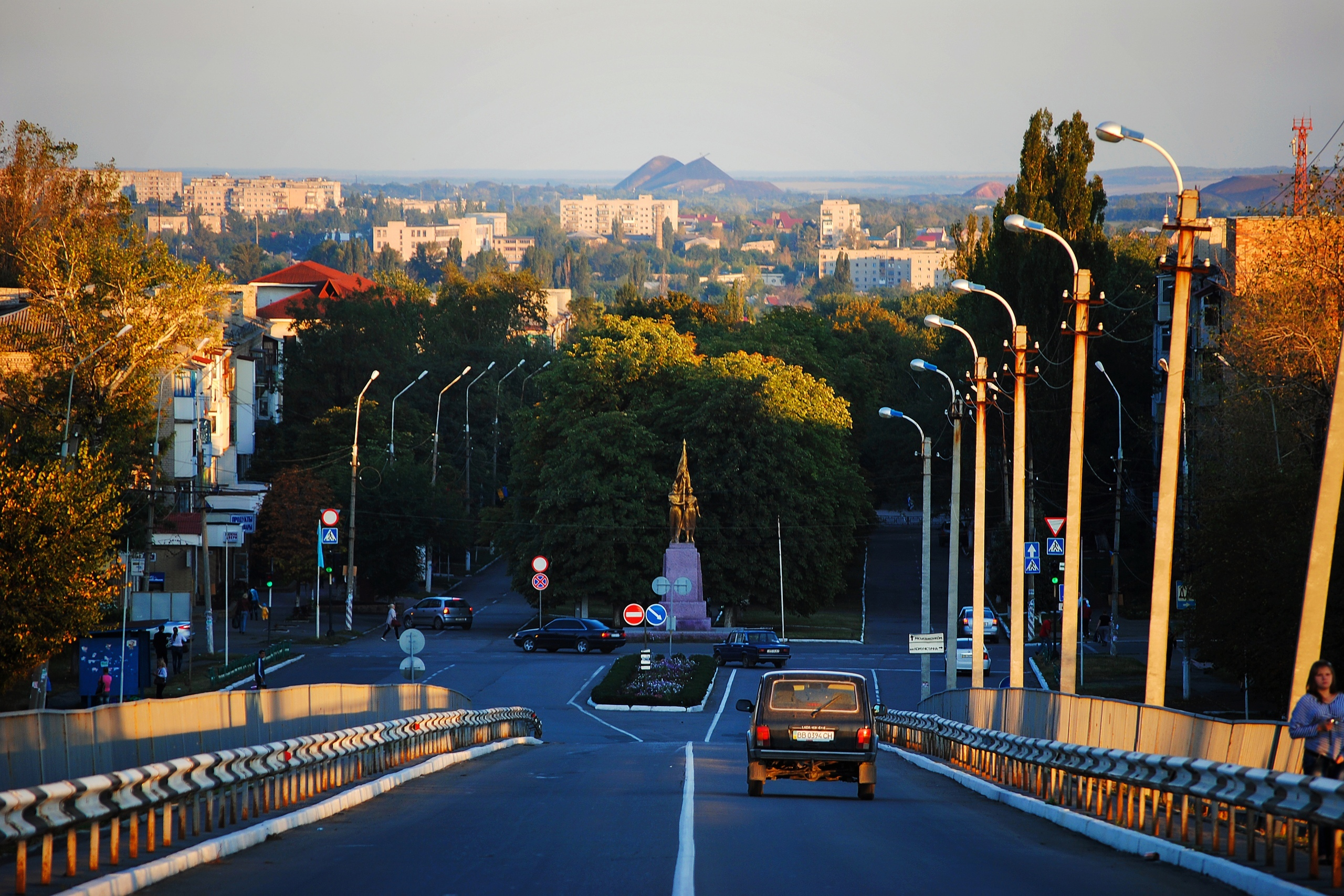
Calles de la ciudad
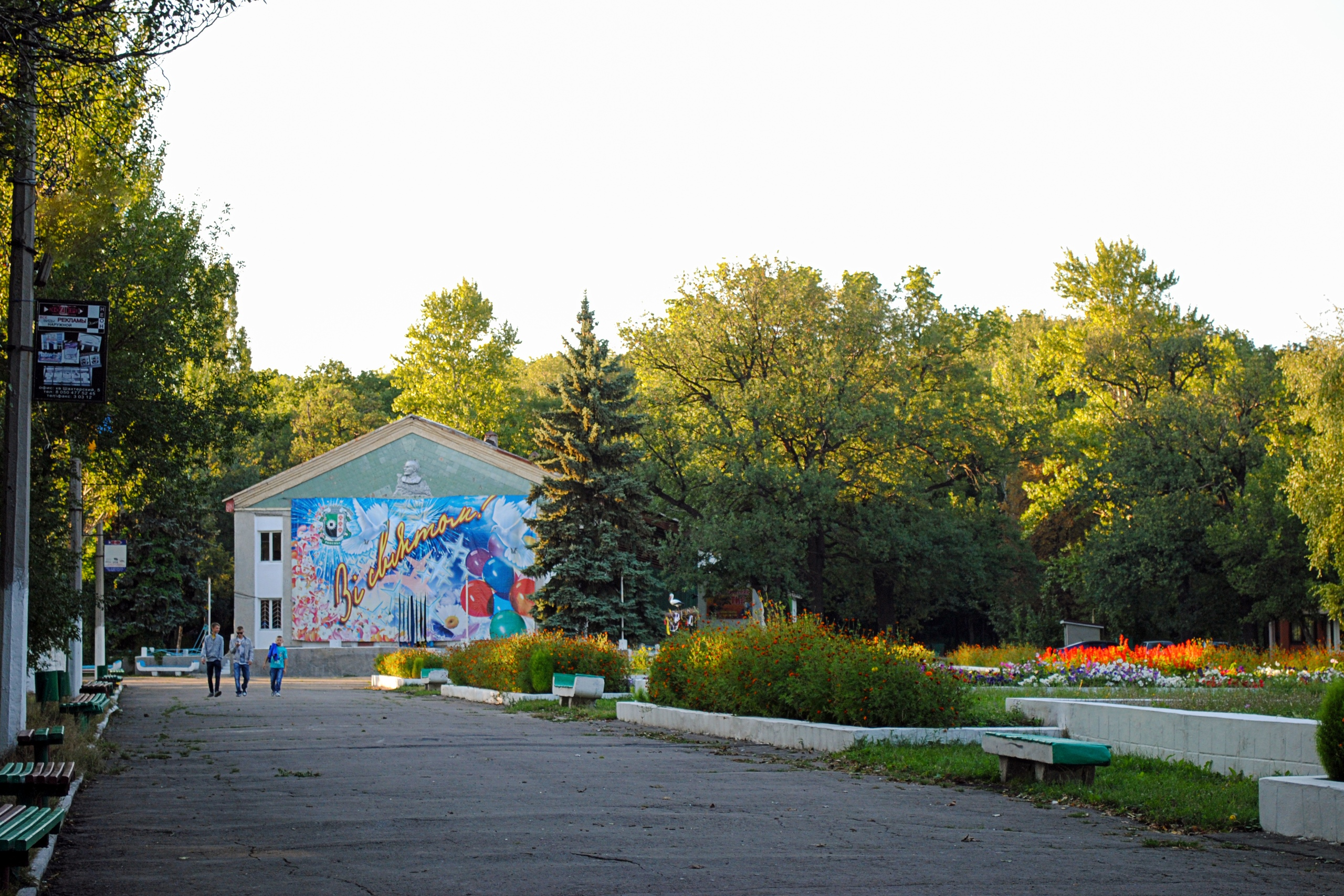
Parque de los Héroes de Rovenki
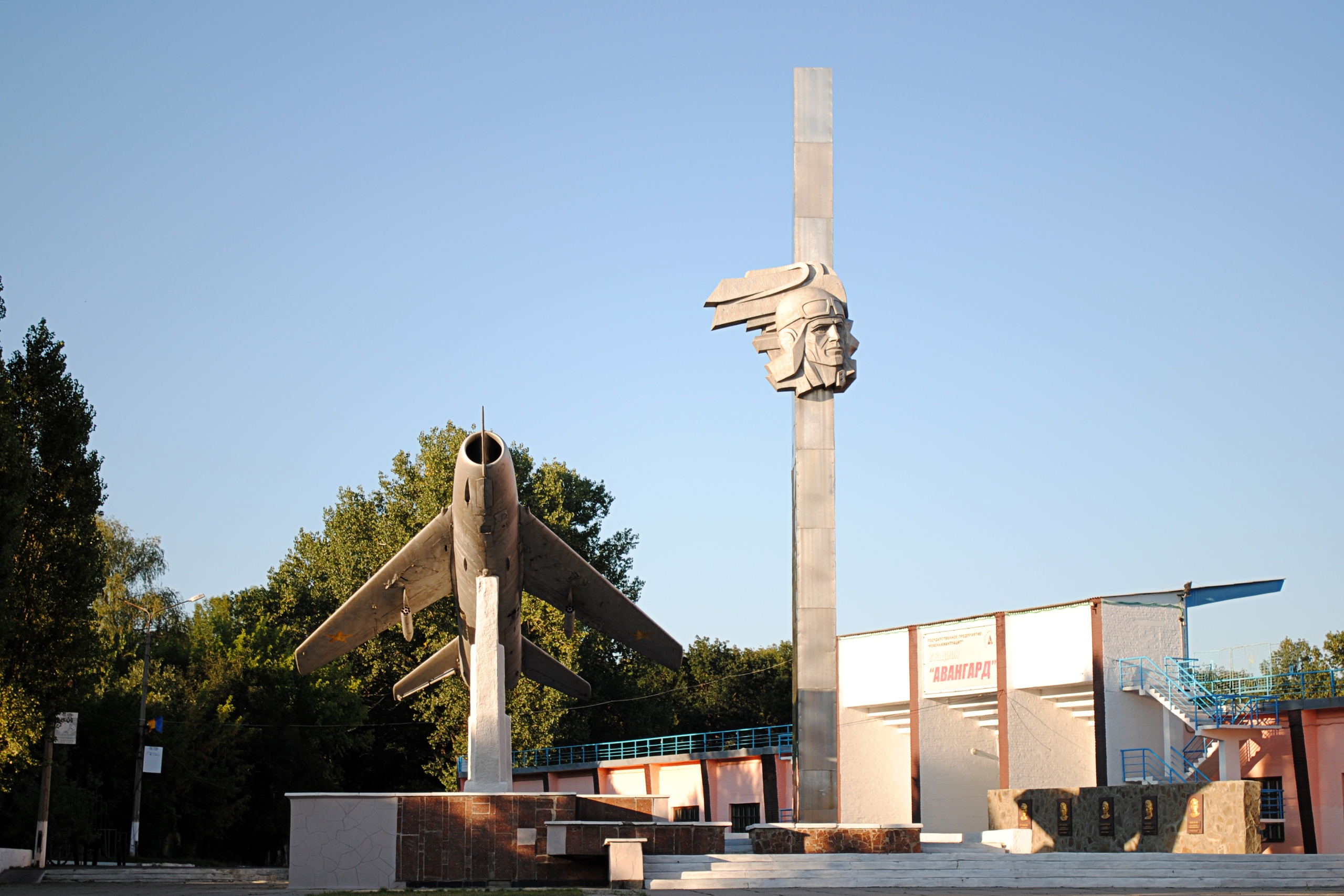
Estadio"Avangard de Rovenki